# Michel Guignas
Michel Guignas (22 janvier 1681- 6 février 1752 ) est un jésuite et missionnaire canadien connu pour ses travaux pastoraux dans le pays des Sioux.
Né à Condom dans le département du Gers en France le 22 janvier 1681, il entra chez les Jésuites à Bordeaux en 1702 et fut ordonné vers 1715. 
Missionnaire à Michillimakinac (1715-1722); professeur d'hydrographie au collège de Québec (1722-1727), où il fut en même temps confesseur des religieuses de l'Hôtel-Dieu (1723-1727); 
Il est aumônier d'une exploration au pays des Sioux (1727-1729). missionnaire des Illinois (1729-1731), des Sioux (1731-1737), à Michillimakinac (1737-1738). Il fut directeur de la congrégation des hommes et professeur de mathématiques.
Il est préfet des études et père spirituel au collège de Québec (1738-1752), d'où il fait quelques courses apostoliques au Saguenay et à la Malbaie. Il est décédé le 6 février 1752 .